# Thalera obsoleta
Thalera obsoleta là một loài bướm đêm trong họ Geometridae.